# Nati nel 1761
| Questa pagina contiene informazioni ricavate automaticamente dalle voci biografiche con l'ausilio del template Bio e di un bot. L'aggiornamento è periodico e automatico e ricostruisce completamente la pagina. Se manca una persona in questa lista, sei pregato di non aggiungerla, ma accertati piuttosto che la sua voce biografica contenga il template Bio e che i dati anagrafici siano correttamente compilati. Se il template Bio manca, inseriscilo tu stesso o, in alternativa, metti l'avviso {{tmp\|Bio}} che ne segnala la mancanza. Se i dati riportati sono sbagliati, correggi direttamente la voce biografica; le modifiche saranno visibili in questa lista entro pochi giorni. Per chiarimenti vedi il progetto biografie. La lista contiene solo le 203 persone che sono citate nell'enciclopedia e per le quali è stato implementato correttamente il template Bio. Pagina aggiornata al 10 ago 2025. |

## Gennaio(22)
- 6 gennaio - Baldassarre Audiberti, religioso francese († 1852)
- 8 gennaio - Immanuel Gottlieb Huschke, filologo classico tedesco († 1828)
- 10 gennaio - Stanisław Mokronowski, generale polacco († 1821)
- 11 gennaio - Francesco Saverio Fabri, architetto italiano († 1817)
- 13 gennaio - Luigi Travelli, presbitero e poeta italiano († 1836)
- 15 gennaio - Michele Buniva, medico, veterinario e patriota italiano († 1834)
- 18 gennaio - Christoph Gottfried Bardili, filosofo tedesco († 1808)
- 19 gennaio - Saverio Morelli, italiano († 1829)
- 19 gennaio - Alphons Gabriel von Porcia, nobile, politico e poeta austriaco († 1835)
- 20 gennaio - Lothar Anselm von Gebsattel, arcivescovo cattolico, teologo e nobile tedesco († 1846)
- 20 gennaio - Giovanni Domenico Perotti, compositore italiano († 1824)
- 22 gennaio - Henry Agar-Ellis, II visconte Clifden, politico irlandese († 1836)
- 22 gennaio - Georg Nikolaus Nissen, diplomatico e scrittore danese († 1826)
- 23 gennaio - Friedrich von Matthisson, poeta tedesco († 1831)
- 24 gennaio - Johann Christian Reinhart, pittore, incisore e illustratore tedesco († 1847)
- 27 gennaio - Charles-Alexandre Léon Durand Linois, ammiraglio francese († 1848)
- 28 gennaio - Marguerite Gérard, pittrice francese († 1837)
- 28 gennaio - Johann Jakob Hartenkeil, medico e chirurgo tedesco († 1808)
- 29 gennaio - Albert Gallatin, politico e diplomatico statunitense († 1849)
- 30 gennaio - George Murray, vescovo anglicano britannico († 1803)
- 30 gennaio - Antonio Vassalli Eandi, abate, fisico e matematico italiano († 1825)
- 31 gennaio - Wilson Cary Nicholas, politico statunitense († 1820)

## Febbraio(13)
- 1º febbraio - Christian Hendrik Persoon, botanico e micologo sudafricano († 1836)
- 2 febbraio - Aylmer Bourke Lambert, botanico britannico († 1842)
- 3 febbraio - Dorotea di Medem, nobile († 1821)
- 3 febbraio - Biagio Martini, pittore italiano († 1840)
- 4 febbraio - Giorgio I di Sassonia-Meiningen, duca tedesco († 1803)
- 4 febbraio - Blasius Merrem, naturalista tedesco († 1824)
- 6 febbraio - Kaspar Maria von Sternberg, geologo, botanico e teologo ceco († 1838)
- 8 febbraio - Carlo Maria Lenzi, vescovo cattolico italiano († 1825)
- 13 febbraio - Pierre-Louis Dupas, generale francese († 1823)
- 14 febbraio - Luigi Valentino Brugnatelli, farmacista, chimico e fisico italiano († 1818)
- 15 febbraio - Luisa d'Assia-Darmstadt, nobile († 1829)
- 16 febbraio - Jean-Charles Pichegru, generale e politico francese († 1804)
- 28 febbraio - Pierre Marie Auguste Broussonet, medico e naturalista francese († 1807)

## Marzo(10)
- 1º marzo - Daniele Francesconi, archeologo, storico e bibliotecario italiano († 1835)
- 1º marzo - Albert de Thurah, militare e marinaio danese († 1801)
- 6 marzo - Jean-Baptiste de Latil, cardinale e arcivescovo cattolico francese († 1839)
- 8 marzo - Jan Potocki, scrittore polacco († 1815)
- 13 marzo - Pedro Díaz de Valdés, funzionario e avvocato spagnolo († 1826)
- 20 marzo - George Tierney, politico britannico († 1830)
- 21 marzo - Giuseppe Sigismondo Ala Ponzone, collezionista d'arte e botanico italiano († 1842)
- 21 marzo - Prospero Mallerini, pittore italiano († 1838)
- 23 marzo - Jan Willem de Winter, ammiraglio olandese († 1812)
- 24 marzo - Charles Abbot, entomologo e botanico britannico († 1817)

## Aprile(15)
- 2 aprile - Elizabeth Whitlock, attrice teatrale inglese († 1836)
- 3 aprile - George Douglas, XVI conte di Morton, nobile scozzese († 1827)
- 5 aprile - Sybil Ludington, patriota statunitense († 1839)
- 6 aprile - Friedrich Lothar von Stadion, politico, diplomatico e religioso tedesco († 1811)
- 8 aprile - Guillaume-Joseph Chaminade, presbitero francese († 1850)
- 10 aprile - Jacques-Edme Dumont, scultore francese († 1844)
- 16 aprile - Vincenzo Cardile, presbitero, poeta e letterato italiano († 1837)
- 19 aprile - Carlo Pascale D'Illonza, pittore italiano († 1824)
- 21 aprile - Şah Sultan, principessa ottomana († 1803)
- 23 aprile - Nicolas Marie Songis des Courbons, militare francese († 1810)
- 26 aprile - Giuseppe Maria Gabriele Galateri di Genola, militare italiano († 1844)
- 27 aprile - Ignazio Michele IV Daher, patriarca cattolico ottomano († 1822)
- 28 aprile - Marie Harel, inventrice francese († 1844)
- 28 aprile - Jacques Villeré, politico statunitense († 1830)
- 29 aprile - Giorgio Andrea Agnès des Geneys, ammiraglio e generale italiano († 1839)

## Maggio(7)
- 2 maggio - Richard Anthony Salisbury, botanico inglese († 1829)
- 3 maggio - August von Kotzebue, scrittore e drammaturgo tedesco († 1819)
- 14 maggio - Samuel Dexter, politico statunitense († 1816)
- 14 maggio - Adelaide Filleul, nobildonna e scrittrice francese († 1836)
- 16 maggio - John Opie, pittore inglese († 1807)
- 24 maggio - Wilhelm Lothar Maria von Kerpen, generale austriaco († 1823)
- 28 maggio - Maria-Thaddeus von Trauttmansdorf Wiensberg, cardinale e arcivescovo cattolico austriaco († 1819)

## Giugno(16)
- 3 giugno - Gregorio Mattei, giornalista e politico italiano († 1799)
- 3 giugno - Henry Shrapnel, inventore e generale britannico († 1842)
- 4 giugno - Jean-Baptiste-Marie David, vescovo cattolico francese († 1841)
- 7 giugno - John Rennie il Vecchio, ingegnere scozzese († 1821)
- 8 giugno - Louis-Robert Goust, architetto francese († 1838)
- 8 giugno - Giuliana d'Assia-Philippsthal, contessa († 1799)
- 13 giugno - Antonín Vranický, compositore austriaco († 1820)
- 14 giugno - Antonio Adamucci, medico italiano
- 16 giugno - Henrietta Spencer, nobildonna inglese († 1821)
- 16 giugno - Isabella Teotochi Albrizzi, letterata, biografa e saggista italiana († 1836)
- 18 giugno - Denis Decrès, ammiraglio francese († 1820)
- 20 giugno - Gaspare Capparoni, scultore e incisore italiano († 1808)
- 20 giugno - Jacob Hübner, entomologo tedesco († 1826)
- 21 giugno - Karl Lichnowsky, principe e compositore austriaco († 1814)
- 25 giugno - Jacques Claude Beugnot, politico francese († 1835)
- 28 giugno - George Gordon, IX marchese di Huntly, nobile scozzese († 1853)

## Luglio(9)
- 5 luglio - Louis-Léopold Boilly, pittore francese († 1845)
- 14 luglio - Jean-Henri-Ferdinand La Martelière, drammaturgo e scrittore francese († 1830)
- 16 luglio - Olimpia Frangipane, nobile italiana († 1830)
- 22 luglio - Girolamo Serra, politico e storico italiano († 1837)
- 23 luglio - Andrea Vitaliani, patriota, rivoluzionario e orologiaio italiano († 1799)
- 23 luglio - Rudolf von Wrbna und Freudenthal, politico e mineralogista austriaco († 1823)
- 25 luglio - Charlotte von Kalb, scrittrice tedesca († 1843)
- 30 luglio - Henry FitzGerald, politico irlandese († 1829)
- 31 luglio - Bertrand Pelletier, farmacista e chimico francese († 1797)

## Agosto(12)
- 4 agosto - Luigi Giuntini, medico italiano († 1824)
- 6 agosto - Jakob Sigismund Beck, filosofo tedesco († 1840)
- 16 agosto - Evstignej Ipat'evič Fomin, compositore russo († 1800)
- 17 agosto - William Carey, missionario e presbitero irlandese († 1834)
- 17 agosto - Giovanni Battista Rampoldi, islamista, pedagogista e geografo italiano († 1836)
- 18 agosto - Pierre Daunou, politico, storico e archivista francese († 1840)
- 18 agosto - Faustino Trebbi, pittore e architetto italiano († 1836)
- 19 agosto - Andrejan Dmitrievič Zacharov, architetto russo († 1811)
- 20 agosto - Giuseppe di Braganza, principe portoghese († 1788)
- 23 agosto - Gottlob Ernst Schulze, filosofo tedesco († 1833)
- 26 agosto - Aron Fernando, saggista e traduttore italiano († 1828)
- 26 agosto - Filippo Rega, incisore e medaglista italiano († 1833)

## Settembre(16)
- 1º settembre - Heinrich Paulus, teologo tedesco († 1851)
- 1º settembre - Nicole d'Oliva, francese († 1789)
- 3 settembre - François Hanriot, rivoluzionario e generale francese († 1794)
- 11 settembre - Antoni Protazy Potocki, imprenditore, banchiere e nobile polacco († 1801)
- 11 settembre - José Agostinho de Macedo, scrittore e poeta portoghese († 1831)
- 17 settembre - Anthony Ashley-Cooper, V conte di Shaftesbury, nobile britannico († 1811)
- 17 settembre - Alexandre Gonsse de Rougeville, militare francese († 1814)
- 17 settembre - Jean-Baptiste Bernard de Vaublanc, militare francese († 1812)
- 18 settembre - François Just Marie Raynouard, tragediografo, avvocato e filologo francese († 1836)
- 20 settembre - Pierre-René Choudieu, politico, generale e rivoluzionario francese († 1838)
- 20 settembre - Eustachio Degola, scrittore, presbitero e teologo italiano († 1826)
- 20 settembre - Bartolomeo Ravenna, scrittore e storico italiano († 1837)
- 24 settembre - Friedrich Ludwig Æmilius Kunzen, compositore e direttore d'orchestra tedesco († 1817)
- 25 settembre - Ottavio Mormile, nobile, politico e diplomatico italiano († 1836)
- 27 settembre - Karl Gustav von Baggovut, generale russo († 1812)
- 27 settembre - Giorgio Giovanni Zuccato, generale italiano († 1810)

## Ottobre(14)
- 2 ottobre - Pedro Caro, generale spagnolo († 1811)
- 2 ottobre - Charles Nerinckx, prete e missionario belga († 1824)
- 2 ottobre - Franjo Tomašić, militare austriaco († 1831)
- 3 ottobre - Antonio Cocconcelli, ingegnere italiano († 1846)
- 4 ottobre - Moses Austin, imprenditore statunitense († 1821)
- 14 ottobre - Friederich Münter, vescovo luterano, archeologo e filologo tedesco († 1830)
- 18 ottobre - Franz Seraph von Orsini-Rosenberg, nobile e generale austriaco († 1832)
- 21 ottobre - Louis Albert Bacler d'Albe, generale, cartografo e pittore francese († 1824)
- 22 ottobre - Antoine Barnave, politico e oratore francese († 1793)
- 27 ottobre - Matthew Baillie, medico e patologo britannico († 1823)
- 27 ottobre - Giovanni Antonio Giobert, chimico italiano († 1834)
- 28 ottobre - August Johann Georg Karl Batsch, botanico e medico tedesco († 1802)
- 31 ottobre - Armand-Désiré d'Aiguillon, politico e nobile francese († 1800)
- 31 ottobre - Rutger Jan Schimmelpenninck, politico olandese († 1825)

## Novembre(15)
- 1º novembre - Angelo Anelli, giurista, librettista e scrittore italiano († 1820)
- 4 novembre - Bertrand Andrieu, medaglista francese († 1822)
- 11 novembre - Filippo Buonarroti, rivoluzionario e politico italiano († 1837)
- 13 novembre - John Moore, generale britannico († 1809)
- 16 novembre - Giuseppe Manetti, architetto e botanico italiano († 1817)
- 20 novembre - Felice Borroni, imprenditore e filantropo italiano († 1840)
- 20 novembre - Papa Pio VIII, papa, vescovo cattolico e cardinale italiano († 1830)
- 21 novembre - Dorothea Jordan, attrice teatrale inglese († 1816)
- 23 novembre - Gabriel Barbou des Courières, generale francese († 1827)
- 23 novembre - Ignazio Clemente Delgado, vescovo cattolico e missionario spagnolo († 1838)
- 26 novembre - Gian Carlo Brignole, politico italiano († 1849)
- 26 novembre - Donato Tommasi, giurista e politico italiano († 1831)
- 27 novembre - Julien Marie Cosmao-Kerjulien, ammiraglio francese († 1825)
- 28 novembre - Samuel Elisée von Bridel-Brideri, botanico svizzero († 1828)
- 30 novembre - Smithson Tennant, chimico inglese († 1815)

## Dicembre(17)
- 1º dicembre - Jean-Baptiste Lepère, architetto francese († 1844)
- 1º dicembre - Marie Tussaud, scultrice francese († 1850)
- 1º dicembre - Andrea Valiante, militare e rivoluzionario italiano († 1829)
- 2 dicembre - Louis Nicolas Robert, inventore francese († 1828)
- 4 dicembre - Jean-Louis Laya, drammaturgo e critico letterario francese († 1833)
- 5 dicembre - Joseph L'Espine, militare francese († 1826)
- 7 dicembre - Wilhelm Gottlieb Tennemann, storico della filosofia tedesco († 1819)
- 11 dicembre - Gian Domenico Romagnosi, giurista, filosofo e economista italiano († 1835)
- 19 dicembre - Jean-Baptiste Perrée, ammiraglio francese († 1800)
- 24 dicembre - Michael Andreas Barclay de Tolly, feldmaresciallo russo († 1818)
- 24 dicembre - Daniello Berlinghieri, politico e ambasciatore italiano († 1838)
- 24 dicembre - Jean-Louis Pons, astronomo francese († 1831)
- 24 dicembre - Selim III, sultano ottomano († 1808)
- 25 dicembre - Claudio Salvatore Balzari, pittore italiano († 1839)
- 25 dicembre - William Gregor, presbitero e mineralogista britannico († 1817)
- 27 dicembre - Guglielmo Federico di Württemberg, nobile († 1830)
- 29 dicembre - Louis de Sol de Grisolles, generale francese († 1836)

## Senza giorno specificato(37)
- Gian Giacomo Albertolli, architetto svizzero († 1805)
- Antoine François Andréossy, generale francese († 1828)
- Dido Elizabeth Belle, inglese († 1804)
- Robert Brooke, politico statunitense († 1799)
- Giuseppe Camporese, architetto italiano († 1822)
- Marie-Gabrielle Capet, pittrice francese († 1818)
- Niccolò Carlomagno, patriota italiano († 1799)
- Elizaveta Aleksandrovna Čerkasova, nobildonna russa († 1832)
- Giambattista Cimador, compositore e violinista italiano († 1805)
- Hedvig Ulrika De la Gardie, nobildonna svedese († 1832)
- Rose-Adélaïde Ducreux, pittrice e musicista francese († 1802)
- Halet Efendi, ambasciatore e politico ottomano († 1822)
- Robert Fagan, pittore e archeologo irlandese († 1816)
- Bartolomeo Giuliari, architetto italiano († 1842)
- Lorenzo Giustiniani, letterato italiano († 1824)
- Giuseppe Luigi Gonzaga, nobile e militare italiano († 1818)
- James Hall, geologo scozzese († 1832)
- Dominique Louis Antoine Klein, generale francese († 1845)
- Domenico Millelire, militare italiano († 1827)
- Jean-Noël Lerebours, ottico francese († 1840)
- John Loring, militare e marinaio britannico († 1808)
- Pierre-Antoine Mongin, pittore e incisore francese († 1827)
- Antonio Paolo Negri, avvocato, politico e nobile italiano († 1836)
- Nikolaj Nikolaevič Novosel'cev, politico russo († 1838)
- Gaetano Ognibene, artista italiano († 1819)
- François Pajot, militare francese († 1795)
- Vasilij Vladimirovič Petrov, fisico russo († 1834)
- Pietro Pisani, nobile italiano († 1837)
- André Rigaud, militare e politico haitiano († 1811)
- Jean-Joseph Rousseau, tenore francese († 1800)
- Giuseppe Santi, pittore italiano († 1825)
- Ekaterina Alekseevna Senjavina, nobildonna russa († 1784)
- Joseph Steffanini di Monte Airone, militare austriaco († 1821)
- Tomás de Suria, artista e esploratore spagnolo († 1844)
- François Adrien Toulan, militare francese († 1794)
- George Augustus Wallis, pittore inglese († 1847)
- Ekaterina von Engelhardt, nobildonna russa († 1829)